# جون رایس
جون رایس (انگلیسی: Joan Rice؛ ۳ فوریهٔ ۱۹۳۰ – ۱ ژانویهٔ ۱۹۹۷) یک هنرپیشه اهل انگلستان بود.

## گزیده فیلمشناسی
از فیلم‌ها یا برنامه‌های تلویزیونی که وی در آن نقش داشته‌است می‌توان به آثار زیر اشاره کرد.
| سال  | عنوان               | نقش          | توضیحات |
| ---- | ------------------- | ------------ | ------- |
| ۱۹۵۱ | باج‌گیری (فیلم ۱۹۵۱) | Alma         |         |
| ۱۹۵۱ | بی‌بندوبار           | Annie (Maid) |         |